# Iolaus lukabas
Iolaus lukabas là một loài bướm ngày thuộc họ Lycaenidae. Nó được tìm thấy ở Gambia, Sierra Leone, Bờ Biển Ngà, Ghana, Nigeria và Cameroon.